# Purperbandgrondduif
De purperbandgrondduif (Paraclaravis geoffroyi synoniemen: Claravis geoffroyi en Claravis godefrida) is een vogel uit de familie Columbidae (duiven). Deze duif werd in 1811 door de Nederlandse natuuronderzoeker Coenraad Jacob Temminck geldig beschreven. Hij heeft deze vogel genoemd naar de Franse natuuronderzoeker Étienne Geoffroy Saint-Hilaire. Het is een ernstig bedreigde vogelsoort, die alleen voorkomt in de laatste resten van het Atlantisch regenwoud in het zuidoosten van Brazilië en aangrenzende landen.

## Kenmerken
De vogel is 18 tot 24 cm en weegt 89 tot 95 g. De vogel lijkt sterk op de purperborstgrondduif (P. mondetoura), maar is iets lichter. Het mannetje is blauwgrijs, van boven donkerder dan van onder en heeft twee brede, purperkleurige banden over de (opgevouwen) vleugel. Het vrouwtje is geheel bruin en heeft ook banden over de vleugel, maar is bleker van kleur.

## Verspreiding en leefgebied
Deze soort komt voor in Brazilië, Paraguay en Argentinië. Zijn voornaamste habitats zijn het Mata Atlântica in het zuidoosten van Brazilië, het oostelijke puntje van Paraguay en het noordoosten van Argentinië. Dit habitat bestaat uit de dichte ondergroei van bamboebos in montaan tropisch regenwoud tot op 1400 m boven de zeespiegel.

## Status
De grootte van de wereldpopulatie werd in 2016 geschat op 50 tot 250 volwassen individuen. De soort gaat in aantal achteruit door aantasting van het leefgebied. Het regenwoud langs de Atlantische kust is grotendeels omgezet in plantages, waardoor het oorspronkelijke bos enorm is versnipperd en de stukje leefgebied (dicht bamboebos) te ver uit elkaar liggen om de populatie vitaal te houden. Om deze redenen staat de purperbandgrondduif als ernstig bedreigd op de Rode Lijst van de IUCN.